# Diagramma di Orgel
I diagrammi di Orgel sono diagrammi che illustrano in modo qualitativo come cambia l'energia degli stati elettronici nei complessi dei metalli di transizione in funzione della grandezza del campo dei leganti (Δo). Questi diagrammi prendono il nome da Leslie Orgel, che li introdusse nel 1952. I diagrammi di Orgel si limitano a trattare complessi a campo debole (cioè specie ad alto spin) e non si possono applicare ai casi a campo forte (basso spin). I diagrammi di Orgel danno solo informazioni qualitative, comunque utili a prevedere il numero di bande presenti nello spettro di assorbimento, indicando la simmetria degli stati elettronici coinvolti. Non permettono invece di determinare il valore di Δo, né di trattare le transizioni proibite per spin. Tali informazioni quantitative si possono invece ottenere dai diagrammi di Tanabe-Sugano, che sono applicabili a tutti i tipi di complessi (a campo sia forte che debole) e permettono di discutere anche le transizioni proibite per spin.
Esistono due diagrammi di Orgel, uno per ioni che hanno termine spettroscopico D e uno per quelli che hanno termini spettroscopici F e P. 

## Diagramma di Orgel di tipo D

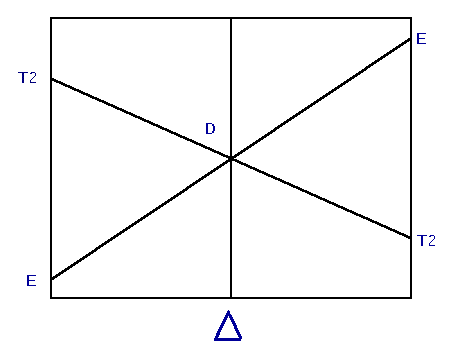
Figura 1 Diagramma D di Orgel. La parte destra si riferisce a complessi ottaedrici d^{1} e d^{6}, e a complessi tetraedrici d^{4} e d^{9}. La parte sinistra si riferisce a complessi ottaedrici d^{4} e d^{9}, e a complessi tetraedrici d^{1} e d^{6}.

Nella Figura 1 è illustrato il diagramma di tipo D. La linea verticale al centro del diagramma rappresenta la situazione dello ione isolato (quando Δo = 0) e su questa linea è indicata l'energia del suo termine spettroscopico (D). A partire dallo ione isolato, quando si forma un complesso la simmetria non è più sferica e il termine spettroscopico viene scisso in vari stati elettronici, a seconda della geometria del complesso formato. Ad esempio, in uno ione d1 come il Ti3+ lo ione isolato ha termine spettroscopico 2D. Quando si forma uno ione ottaedrico questo termine si scinde nei due stati elettronici 2T2g e 2Eg, e la differenza di energia tra questi due livelli cresce all'aumentare dell'intensità del campo dei leganti, muovendosi sempre più verso destra nel diagramma. La parte destra del diagramma permette così di prevedere che nei complessi ottaedrici di Ti3+ sia presente una singola banda di assorbimento, corrispondente alla transizione dallo stato 2T2g allo stato 2Eg. Notare come il diagramma di Orgel non indichi né la molteplicità di spin né l'indicazione di simmetria "g" (ad esempio, riporta T2 e non 2T2g), in modo da essere valido anche per altre configurazioni dn e per complessi sia ottaedrici che tetraedrici. Così la parte destra del diagramma D è valida sia per complessi ottaedrici d1 e d6, sia per complessi tetraedrici d4 e d9. In maniera analoga, la parte sinistra del diagramma D illustra invece la situazione dei complessi ottaedrici d4 e d9 e dei complessi tetraedrici d1 e d6. Il diagramma indica che nello spettro di assorbimento di tutti questi complessi a campo debole sarà presente una singola banda di assorbimento. Le corrispondenze descritte tra complessi ottaedrici e tetraedrici nascono da motivi di simmetria, e derivano dal modo in cui i termini elettronici si separano in vari stati elettronici, a seconda della geometria del complesso formato, come mostrato nella Tabella 1. Si può vedere che termini di tipo D si separano comunque in stati di tipo E e T2 indipendentemente dal numero di elettroni d e dalla geometria ottaedrica o tetraedrica del complesso.
| Numero di elettroni d | Termine spettroscopico nello ione isolato | Stati elettronici nel campo ottaedrico | Stati elettronici nel campo tetraedrico |
| --------------------- | ----------------------------------------- | -------------------------------------- | --------------------------------------- |
| 1                     | 2D                                        | 2T2g, 2Eg                              | 2E, 2T2                                 |
| 2                     | 3F                                        | 3T1g, 3T2g, 3A2g                       | 3A2, 3T2, 3T1                           |
| 3                     | 4F                                        | 4A2g, 4T2g, 4T1g                       | 4T1, 4T2, 4A2                           |
| 4                     | 5D                                        | 5Eg, 5T2g                              | 5T2, 5E                                 |
| 5                     | 6S                                        | 6A1g                                   | 6A1                                     |
| 6                     | 5D                                        | 5T2g, 5Eg                              | 5E, 5T2                                 |
| 7                     | 4F                                        | 4T1g, 4T2g, 4A2g                       | 4A2, 4T2, 4T1                           |
| 8                     | 3F                                        | 3A2g, 3T2g, 3T1g                       | 3T1, 3T2, 3A2                           |
| 9                     | 2D                                        | 2Eg, 2T2g                              | 2T2, 2E                                 |
| 10                    | 1S                                        | 1A1g                                   | 1A1                                     |

## Diagramma di Orgel di tipo F e P

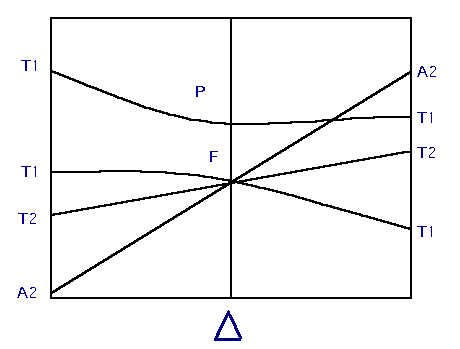
Figura 1 Diagramma F e P di Orgel. La parte destra si riferisce a complessi ottaedrici d^{2} e d^{7}, e a complessi tetraedrici d^{3} e d^{8}. La parte sinistra si riferisce a complessi ottaedrici d^{3} e d^{8}, e a complessi tetraedrici d^{2} e d^{7}.

Nella Figura 2 è illustrato il diagramma di tipo F e P. Analogamente al caso precedente, la linea verticale al centro del diagramma rappresenta lo ione isolato indicando i valori di energia dei suoi termini spettroscopici F e P. A partire dallo ione isolato, quando si forma un complesso i termini spettroscopici si dividono in vari stati elettronici, a seconda della geometria del complesso formato, e cambia la designazione di simmetria. Il termine di tipo F si scinde in stati aventi simmetria T1, T2 e A2, mentre il termine P diventa T1. Così la parte destra descrive la situazione dei complessi ottaedrici d2 e d7, e dei complessi tetraedrici d3 e d8. La parte sinistra è valida invece per complessi ottaedrici d3 e d8, e per complessi tetraedrici d2 e d7. Il diagramma indica che nello spettro di assorbimento di tutti questi complessi a campo debole saranno presenti tre bande di assorbimento.
Si può infine notare che i due livelli T1 hanno la forma di due curve, mentre tutte le altre linee sono rette. Questo succede perché quando due livelli hanno la stessa simmetria interagiscono tra loro cercando di evitarsi, col risultato che il più alto tende a crescere in energia mentre il più basso tende ad abbassarsi.